# だからわたしは北国へ
「だからわたしは北国へ」（だからわたしはきたぐにへ）は、1972年1月25日に発売された、チェリッシュの通算2枚目のシングル。

## 解説
- 作詞・作曲者は、林春生と筒美京平がそれぞれ初めて担当した[2]。
- チェリッシュの前作・デビュー曲である「なのにあなたは京都へゆくの」に引き続き、当曲も5人グループとして活動したチェリッシュだが、次作シングルの「ひまわりの小径」からはデュオ（松崎好孝・松井（当時）悦子）と成った[3][4][5]。

## チャート成績
- 本作はチェリッシュのデビュー曲「なのにあなたは京都へゆくの」に続いて、週間オリコンチャートではTOP20入り（最高17位）を果たし、同チャート集計におけるセールスは13.2万枚を記録した[6][7][8]。

## 収録曲
- 両楽曲共に、作詞：林春生／作曲・編曲：筒美京平

1. だからわたしは北国へ（3分14秒）
2. こわれた想い出（3分2秒）

## 収録アルバム
- II（セカンド）アルバム(#1)
- チェリッシュ・ベスト・コレクション (#1、#2)
- スーパー･デラックス  (#1)

など

## カヴァー
- ヤング101 - NHK総合テレビジョンの音楽番組『ステージ101』のアルバム『赤い屋根の家』（1972年）にメンバーのザ・バーズとヤング101の歌唱で収録。